# 狷羚
狷羚是一種生活在草原地帶的羚羊，出沒在西非、東非、南非等地區。牠也是唯一歸入狷羚属的動物。
狷羚立高約為1.5米，體重約120-200公斤。雄性狷羚為深褐色，雌性則為黃褐色。雄性及雌性狷羚的角的形狀也是先向外曲，再向前，並且向後尖。角的長度可達70厘米。
狷羚生活在草原或一些灌木林地，以短草為食物。牠們是日間活動，在早上及黃昏時段覓食。族群數目約5-20頭，有些甚至達到350頭的數目。族群由一頭雄性狷羚所帶領，領袖的狷羚是經過打鬥而產生的。
在狷羚下，有以下7個亞種：
- 北非狷羚（Bubal Hartebeest，學名為Alcelaphus buselaphus buselaphus，已絕種。）
- 披紅狷羚（Red (Cape) Hartebeest，學名為Alcelaphus buselaphus caama。）
- 柯氏狷羚（Coke Hartebeest，學名為Alcelaphus buselaphus cokii。）
- Lelwel Hartebeest，學名為Alcelaphus buselaphus lelwel。
- Western Hartebeest，學名為Alcelaphus buselaphus major。
- Swayne Hartebeest，學名為Alcelaphus buselaphus swaynei。
- Tora Hartebeest，學名為Alcelaphus buselaphus tora。

另外，亦有發現部份亞種互相交配混種所生的品種：
- Kenya Highland Hartebeest：是由Lelwel Hartebeest與柯氏狷羚混種而生。
- Neumann Hartebeest：於伊索匹亞發現，是Lelwel Hartebeest與Swayne Hartebeest混種所生。

除了以上的亞種外，部份學者把利氏麋羚（Lichtenstein's Hartebeest）分類為狷羚的一個亞種，並以Alcelaphus lichtensteinii命名。
在轉角牛羚屬中，有兩個品種亦被稱為狷羚的：
- 鄂氏牛羚（Korrigum或稱Senegal Hartebeest，其學名為Damaliscus lunatus korrigum。）
- Tiang (Tiang Hartebeest)，其學名為Damaliscus lunatus tiang。

## 外部連結
- Hartebeest: Wildlife summary from the African Wildlife Foundation （页面存档备份，存于）